# أندرياس غال
أندرياس غال (بالمجرية: Gál András)‏ هو لاعب كرة قدم مجري، ولد في 20 أبريل 1989 في بودابست في المجر. لعب مع نادي بودابست.

## وصلات خارجية
- أندرياس غال على موقع قاعدة بيانات كرة القدم.إي يو (الإنجليزية)